# Ara le Beau
Pour les articles homonymes, voir Ara.

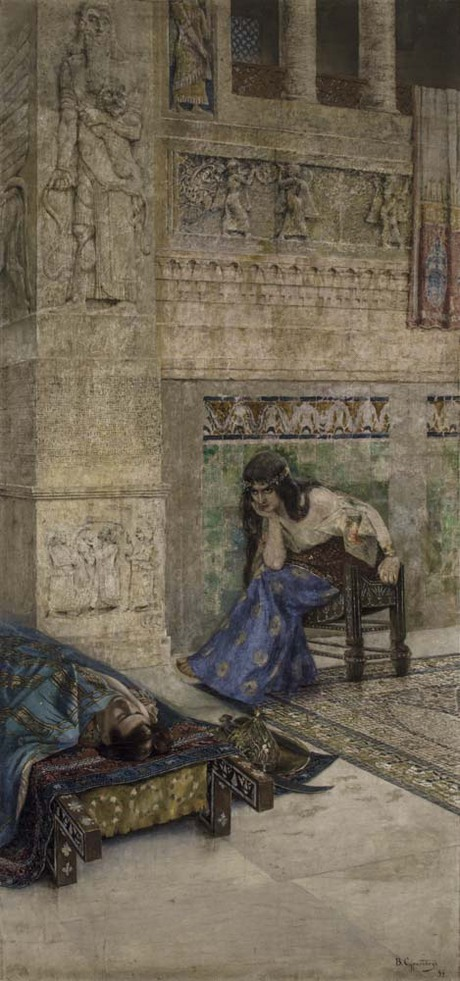
Sémiramis devant le corps d'Ara le Beau, dans le tableau de Vardges Sureniants.

Ara le Beau (en arménien Արա Գեղեցիկ) est un héros arménien légendaire. Il est célèbre pour l'aventure qui l'a opposé à la reine assyrienne Sémiramis (en arménien Շամիրամ, Chamiram). Ara le Beau est le fils d'Aram, donc le petit-fils de Haïk, père de tous les Arméniens, et le père de Kardos.
Il est parfois associé au roi urartéen Arame qui vécut au IXe siècle av. J.-C.

## La légende d'Ara le Beau et de Sémiramis
Ara était un roi arménien, vassal du roi assyrien Ninos et il était très beau. La rumeur de sa beauté parvint aux oreilles de la reine Sémiramis, femme de Ninos qui se met alors à le désirer en secret. Celle-ci profite de la mort de son mari pour le courtiser. Elle envoie alors des messagers chargés de cadeaux pour faire venir Ara à Ninive auprès d'elle et en faire son époux. Mais Ara était fidèle à sa femme. Sémiramis, folle de rage qu'il repousse ses avances, déclare la guerre à Ara le Beau, tout en enjoignant à ses généraux de l'épargner. Au cours de la bataille Ara trouve la mort. Quand elle découvre son cadavre elle ordonne de le mettre sur la terrasse de son palais. La reine Sémiramis avait une réputation de magicienne, elle ordonne aux dieux de lécher ses blessures pour le ramener à la vie. Le cadavre commence à se putréfier alors elle le fait enterrer en secret et monte une supercherie en déguisant un autre homme qu'elle désigne au peuple en disant : « Les dieux ont léché Ara, l'ont ramené à la vie ». 
Cette rumeur lui permet d'affirmer le pouvoir de ses dieux dans les esprits et d'asseoir son pouvoir sur l'Arménie. Elle devient par la suite une bâtisseuse et une modernisatrice du pays arménien, construisant villes, palais et aqueducs. 

## Postérité
Moïse de Khorène explique que la plaine de l'Aïrarat doit son nom à Ara.